# Leeuwenhart
Leeuwenhart is een Nederlands koor dat Nederlandstalige close harmony zingt. Het koor werd opgericht in 2004 en telt twintig zangers. Dirigent van het koor was in 2022 Sjoerd Jansen.
Leeuwenhart won in 2007 het Nederlands Koorfestival.

## Discografie
- Visioen (2006)
- In 't Wild (2010)